# The Ugly Little Boy
The Ugly Little Boy é um livro de ficção científica escrito a quatro mãos por Isaac Asimov e Robert Silverberg. Inicialmente era um conto que apareceu pela primeira vez em setembro de 1958 com o título de Lastborn, e que foi republicado com o título atual em 1959, na coleção Nine Tomorrows. 

## Enredo
Uns cientistas conseguem construir um tipo de máquina do tempo, e trazer um garoto neandertal de 100 mil anos atrás. O garoto não pode sair do ambiente da máquina, mas as pessoas podem interagir com ele. Uma babá é contratada para cuidar do garoto, e o inevitável acontece: ela passa a sentir-se mãe do menino.